# Lorraine Fullbrook
Lorraine Fullbrook, baronne Fullbrook (née le 28 juillet 1959) est une ancienne députée conservatrice britannique de South Ribble, de 2010 à 2015.

## Biographie
Formée à l'Université calédonienne de Glasgow, elle est auparavant la dirigeante conservatrice du Hart Council dans le Hampshire. Elle rejoint le cabinet du conseil, chargée des communications. Six mois plus tard, elle est promue membre du Cabinet chargé des finances. Six mois après avoir pris en charge le portefeuille des finances, elle est élue chef du Conseil, après seulement un an comme conseillère.
Elle démissionne du Hart Council en 2004 après avoir été choisie comme candidate parlementaire pour la circonscription de South Ribble dans le nord-ouest de l'Angleterre. 
Elle se présente au siège aux élections générales de 2005, et arrive deuxième, derrière le député sortant, David Borrow. Elle se présente à nouveau aux élections générales de 2010 et bat David Borrow avec un swing de 8,1% du Parti travailliste au Parti conservateur.
En 2013, elle annonce qu'elle ne se présenterait pas aux élections suivantes et qu'elle se retirerait après un seul mandat.
Elle est faite pair à vie par Boris Johnson dans la liste des distinctions de dissolution de 2019. Le 7 septembre 2020, elle est créée baronne Fullbrook, de Dogmersfield dans le comté de Hampshire.